# Paddle (controlador de videojuegos)

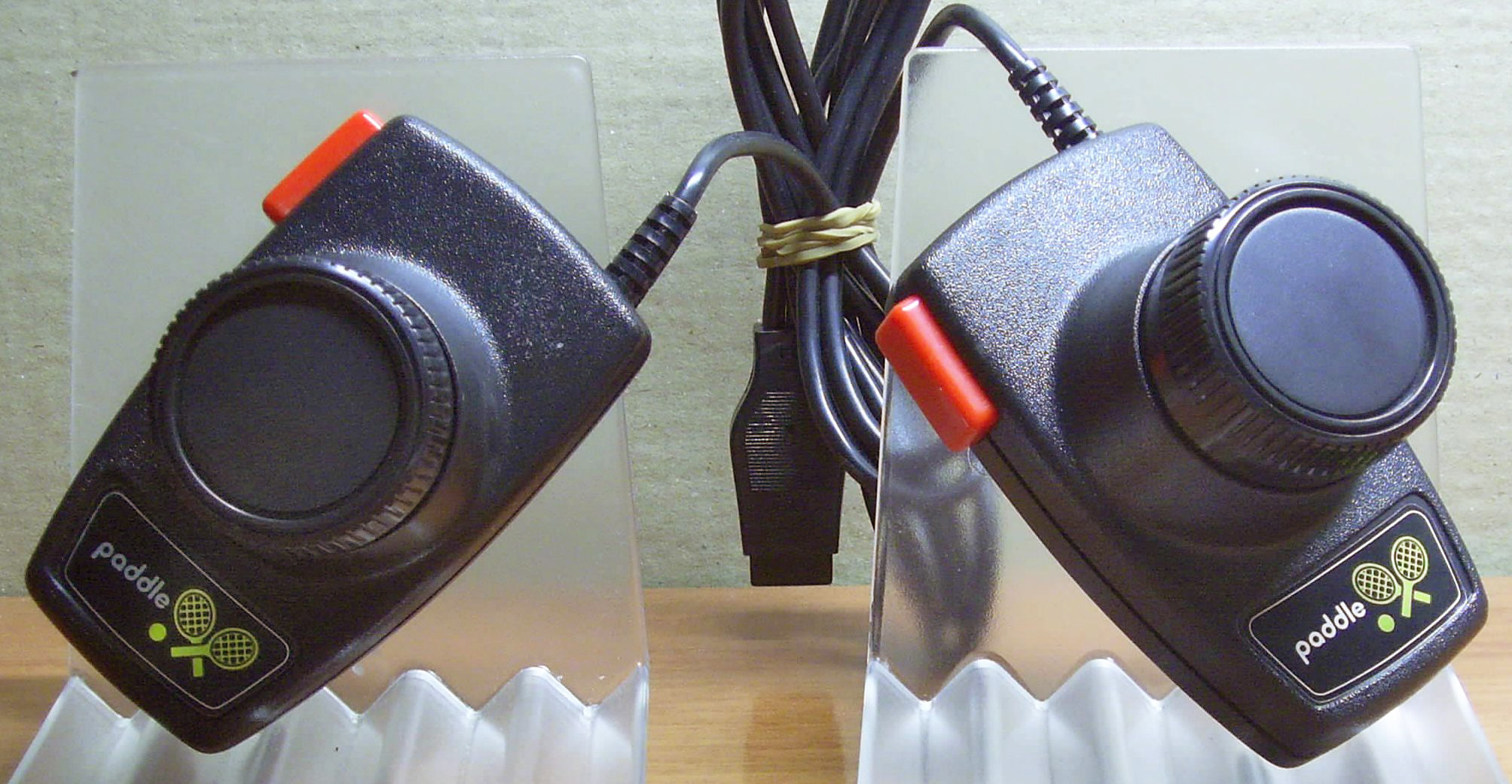
Pareja de paddles para Atari 2600.

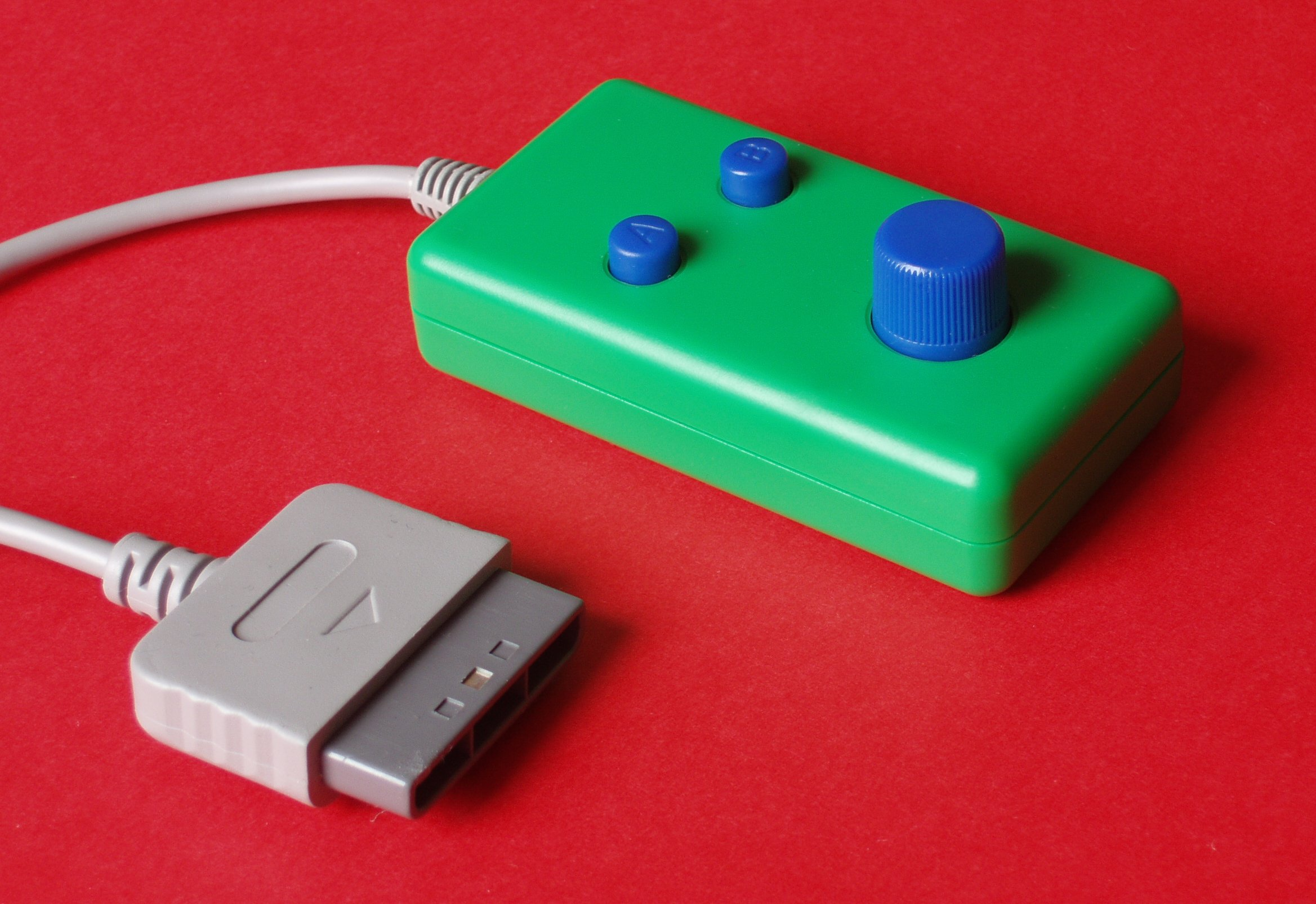
Paddle para Sony PlayStation.

Un paddle (palanca —traducido de forma literal del inglés—) es un controlador de juegos con una rueda giratoria y uno o más botones, donde dicha rueda es típicamente empleada para controlar el movimiento del personaje o de un objeto a lo largo de un eje de la pantalla del juego. Un controlador paddle tiene un ángulo de rotación de unos 330 grados; tiene una pequeña barrera en cada extremo de rotación, pudiéndose romper el paddle si se sobrepasa.

## Cómo funciona
La rueda del paddle está —generalmente— unida mecánicamente a un potenciómetro. Así se consigue generar una tensión de salida que varía con el ángulo de la rueda, relativo a una posición fija de la misma. Un paddle es un controlador absoluto de la posición. Esto significa que, sin ningún conocimiento previo, el sensor puede leer y el resultado indicará directamente la posición de la perilla del paddle.

## Dónde se emplea
La primera videoconsola exitosa, la Atari 2600, usaba paddles para varios de sus juegos, como empezaban a hacerlo también los primeros ordenadores personales (por ejemplo, Commodore VIC-20). Los verdaderos paddles (basados en un potenciómetro) no han sido usados en su mayoría nunca más porque dejaban de leer la posición de forma precisa una vez que los contactos del potenciómetro se ensuciaban. Algunos juegos más recientes con un control tipo paddle emplean un codificador de cuadratura en vez de un paddle (incluso cuando el juego presenta similitudes con el paddle en pantalla, como Arkanoid).

### Videojuegos
Algunos videojuegos famosos que usaban paddles son Pong, Breakout y Night Driver. La causa del nombre paddle atribuido a este tipo de controladores viene del primer juego en usarlo: Pong. Era un videojuego de simulación de tenis de mesa, cuyas raquetas eran conocidas comúnmente como paddles.

## Controladores similares

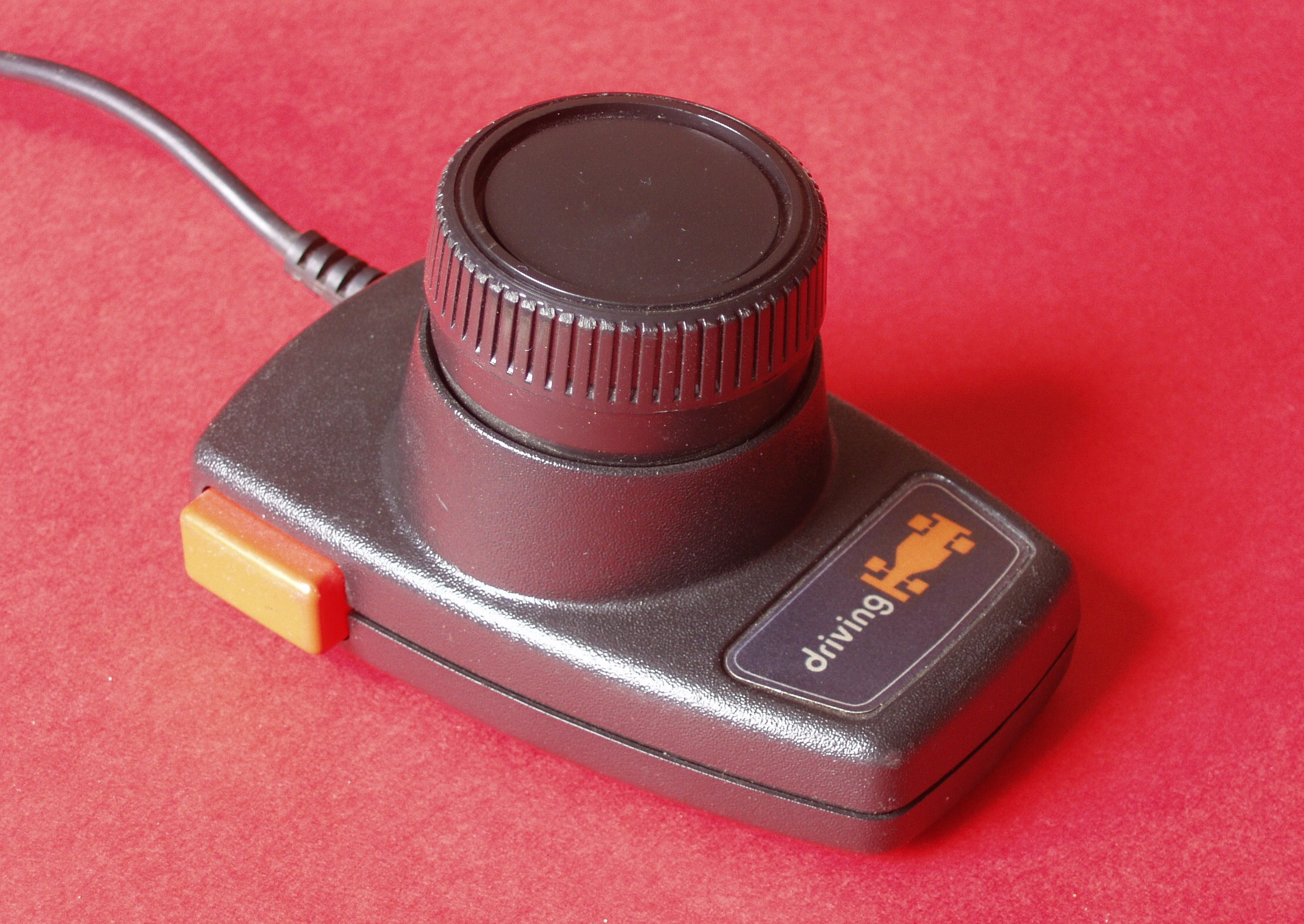
Volante para Atari 2600.

En la Atari 2600, los controladores paddle parecían similares a los controladores de conducción. Los paddles venían en parejas, ambos conectados a un mismo puerto. Algunos paddles permitían una rotación de más de una vuelta completa (360 grados) antes de encontrarse con el extremo final de la rotación. Finalmente, tuvieron un dibujo de una raqueta y adquirieron la palabra paddle. Como podían conectarse dos paddles al mismo puerto y la Atari 2600 tenía dos puertos de juegos, podían jugar a la vez cuatro jugadores a juegos que lo permitiesen. Estos paddles fueron compatibles también con el ordenador personal Atari 800 (el cual tenía cuatro puertos de juegos). Sin embargo, es dudoso que existiese algún juego que pudiese soportar tantos jugadores.
Atari también vendía controladores de conducción (volantes) para usar con sus juegos, como Indy 500, que necesitaba ruedas para poder mantener el giro en una dirección determinada. Un volante podía hacer girar continuamente, tenía un dibujo de un coche y la palabra "driving" y era un dispositivo que se conectaba de forma individual a cada puerto de juegos. Los controladores de conducción no eran compatibles con los juegos diseñados para los paddles. Como un ratón de ordenador mecánico, el volante tenía un codificador de cuadratura (quadrature encoder) y proporcionaba una posición relativa, no absoluta (como los paddles). Como solo se podía conectar un volante por puerto de juegos, solo dos personas podían jugar simultáneamente a estos juegos de conducción.